# Cần Thơ
Cần Thơ (Ausspracheⓘ) ist die größte Stadt in der Region des Mekongdeltas und viertgrößte Stadt Vietnams. Als regierungsunmittelbare Stadt ist sie direkt der Zentralregierung unterstellt und der Verwaltungseinheit Provinz gleichgestellt. Die „Thành phố Cần Thơ“ hat weniger den Charakter einer gewachsenen Stadt als den einer Verwaltungseinheit aus lose verbundenen Siedlungen. Der zentral gelegene Stadtteil (Quận) Ninh Kiều ist mit rund 250.000 Einwohnern der bevölkerungsreichste, hier befinden sich die meisten städtischen und Gemeindeämter. Als historische Bezeichnung für die Stadt ist auch Tây Đô („Hauptstadt des Westens“) bekannt.

## Geographie & Klima
Die Stadt liegt am südlichen Ufer des „Unteren Mekong“, des größten Mündungsarmes des Mekong. Vietnamesisch wird er Sông Hậu genannt, in der Khmer-Sprache Tonle Bassac. Weitere vietnamesische Namen sind Hậu Giang wie die gleichnamige Provinz oder auch Sông Ba Thắc („Drei Fragen-Fluss“). Am südlichen Ortsrand mündet der Sông Cần Thơ in den Sông Hậu. Durch das Stadtgebiet verlaufen u. a. der Thốt Nốt-Kanal, der Cái Khế-Kanal und der Ô Môn-Kanal.
Cần Thơ grenzt an die Provinzen An Giang, Hậu Giang, Kiên Giang, Vĩnh Long und Đồng Tháp. Die Metropole des südlichen Vietnam, Hồ-Chí-Minh-Stadt, ehemals Saigon, liegt ca. 160 km nordöstlich. Das Klima in Cần Thơ ist tropisch und vom Monsun geprägt: Regen von Mai bis November, trocken von Dezember bis April. Die mittlere Luftfeuchtigkeit beträgt 83 Prozent, die jährliche Niederschlagsmenge 2024 mm und die mittlere Temperatur 27,5 °C.
|                        | Jan   | Feb   | Mär   | Apr   | Mai   | Jun   | Jul   | Aug   | Sep   | Okt   | Nov    | Dez   |   |          |
| Mittl. Temperatur (°C) | 26,01 | 26,80 | 28,13 | 29,31 | 28,89 | 28,13 | 27,68 | 27,57 | 27,49 | 27,44 | 26,96  | 25,91 | ⌀ | 27,5     |
| Mittl. Tagesmax. (°C)  | 30,55 | 31,46 | 32,98 | 34,17 | 33,37 | 31,63 | 30,96 | 30,79 | 30,72 | 30,86 | 30,33  | 29,79 | ⌀ | 31,5     |
| Mittl. Tagesmin. (°C)  | 21,51 | 22,16 | 23,29 | 24,47 | 24,44 | 24,64 | 24,44 | 24,41 | 24,27 | 24,09 | 23,64  | 22,09 | ⌀ | 23,6     |
|                        |       |       |       |       |       |       |       |       |       |       |        |       |   |          |
| Niederschlag (mm)      | 39    | 14,01 | 28,01 | 54    | 190   | 282   | 269   | 262   | 294   | 275   | 197,01 | 120   | Σ | 2.024,03 |
|                        |       |       |       |       |       |       |       |       |       |       |        |       |   |          |
| Regentage (d)          | 6     | 4     | 5     | 7     | 15    | 15    | 17    | 17    | 20    | 19    | 14     | 10    | Σ | 149      |

| 21,51 |

| 22,16 |

| 23,29 |

| 24,47 |

| 24,44 |

| 24,64 |

| 24,44 |

| 24,41 |

| 24,27 |

| 24,09 |

| 23,64 |

| 22,09 |

| 21,51 |

| 22,16 |

| 23,29 |

| 24,47 |

| 24,44 |

| 24,64 |

| 24,44 |

| 24,41 |

| 24,27 |

| 24,09 |

| 23,64 |

| 22,09 |

## Administrative Gliederung

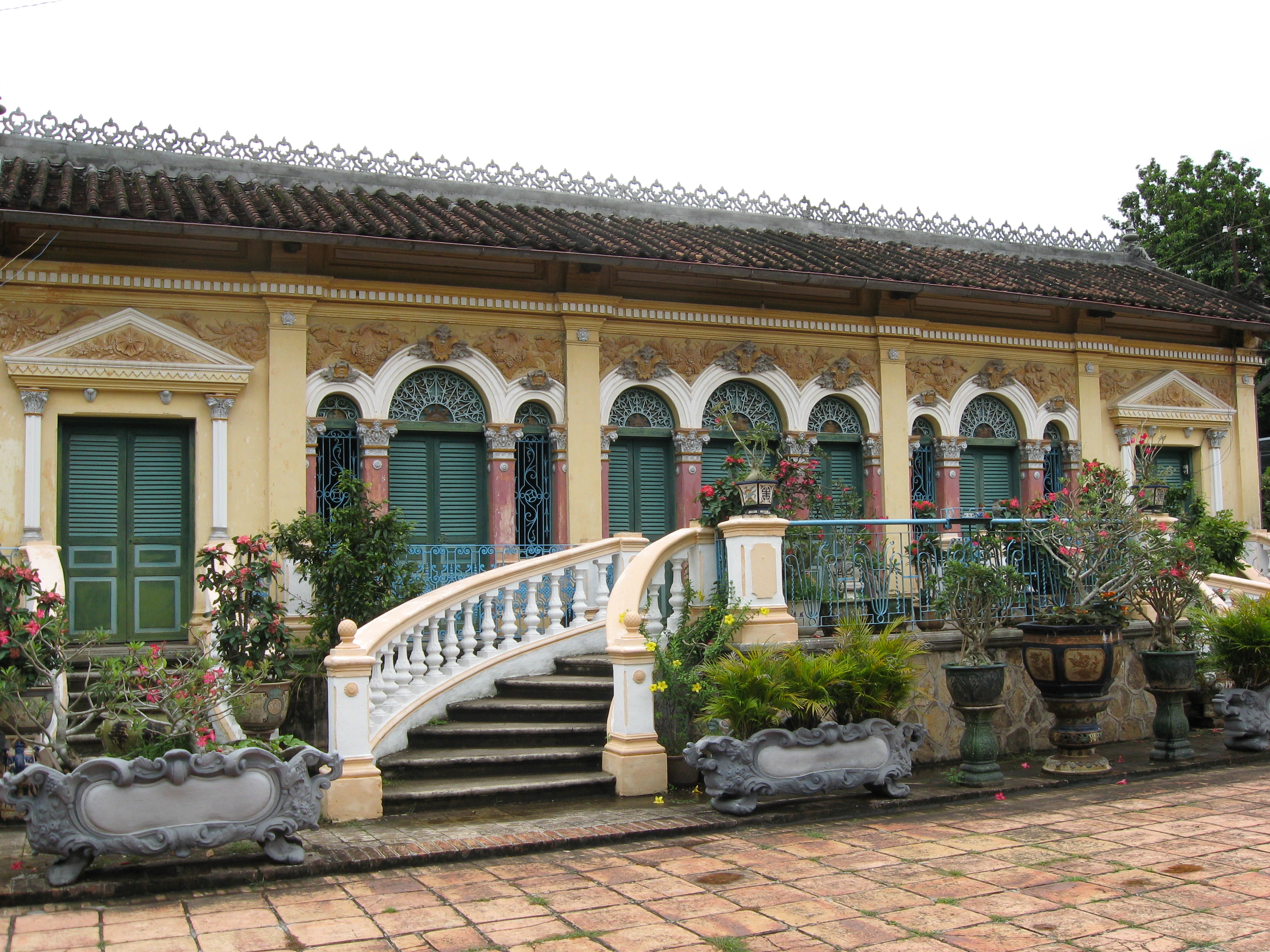
Nhà cổ Bình Thủy, das 1870 erbaute „alte Haus von Bình Thủy“

Die Provinz Cần Thơ hat als administratives Gebilde eine wechselvolle Geschichte:
Zu Zeiten der Nguyễn-Dynastie war Cần Thơ Hauptstadt der damaligen Provinz An Giang. Als die Franzosen 1867 den Südwesten Vietnams einnahmen, teilten sie das damalige An Giang in sechs neue Provinzen auf: Châu Đốc, Long Xuyên, Sa Đéc, Cần Thơ, Sóc Trăng und Bạc Liêu.
Am 22. Oktober 1956 wurde aus der damalige Provinz Cần Thơ die neue Provinz Phong Dinh mit der Hauptstadt Cần Thơ gegründet. Im Februar 1976 wurde aus den Provinzen Phong Dinh, Ba Xuyên, Sóc Trăng und der Stadt Cần Thơ die Provinz Hậu Giang gebildet. Diese wurde am 26. Dezember 1991 in die Provinzen Cần Thơ und Sóc Trăng aufgeteilt. Zum 1. Januar 2004 wurde diese neue Provinz Cần Thơ wiederum in die Stadt Cần Thơ und die neue Provinz Hậu Giang aufgeteilt. Am 24. Juni 2009 wurde Cần Thơ der „Stadtstatus 1. Klasse“ verliehen.
Heute ist Cần Thơ als regierungsunmittelbare Stadt (Thành phố trực thuộc Trung ương) direkt der Zentralregierung unterstellt und der Verwaltungseinheit Provinz gleichgestellt. Dieser erweiterte Stadtbereich wird laut Dekret Nr. 12/NĐ-CP in fünf Stadtbezirke (Quận) und vier Landkreise (Huyện) gegliedert. Im Einzelnen sind das die Stadtbezirke Ninh Kiều mit 13 städtische Gemeinden, Bình Thủy mit acht Gemeinden, Cái Răng mit sieben Gemeinden, Ô Môn mit sieben Gemeinden sowie der Stadtbezirk Thốt Nốt, der mit seinen neun Gemeinden der bekannteste und prosperierendste Bezirk ist.
Die vier Landkreise sind Phong Điền mit einer Kreisstadt und sechs dörflichen Gemeinden, Cờ Đỏ mit einer Kreisstadt und neun dörflichen Gemeinden, Thới Lai mit einer Kreisstadt und zwölf dörflichen Gemeinden sowie Vĩnh Thạnh mit zwei Kreisstädten und neun dörflichen Gemeinden. Damit beträgt die Gesamtzahl der Kreisstädte (thị trấn) fünf, der dörflichen Gemeinden (xã) 36 und der städtischen Gemeinden (phường) 44. Der vietnamesische Provinz-Code ist 92, der region code der FIPS ist VM87. Der ISO 3166-2-Code der Provinz wurde von VN-48 zu VN-CT geändert.

### Städtepartnerschaften
- Hà Đông (Vietnam), die ehemalige Hauptstadt der Provinz Hà Tây ist seit August 2008 ein Stadtbezirk von Hanoi
- Shantou (Volksrepublik China) seit 2005
- Phnom Penh (Kambodscha) seit 2006[2]
- Nizza (Frankreich) seit 2011[3]
- Riverside (Vereinigte Staaten), seit 2015[4]
- Amol (Iran) seit 2015[5]

### Strategische Partnerschaften
- Jeollanam-do (Südkorea)[6]

## Infrastruktur & Wirtschaft

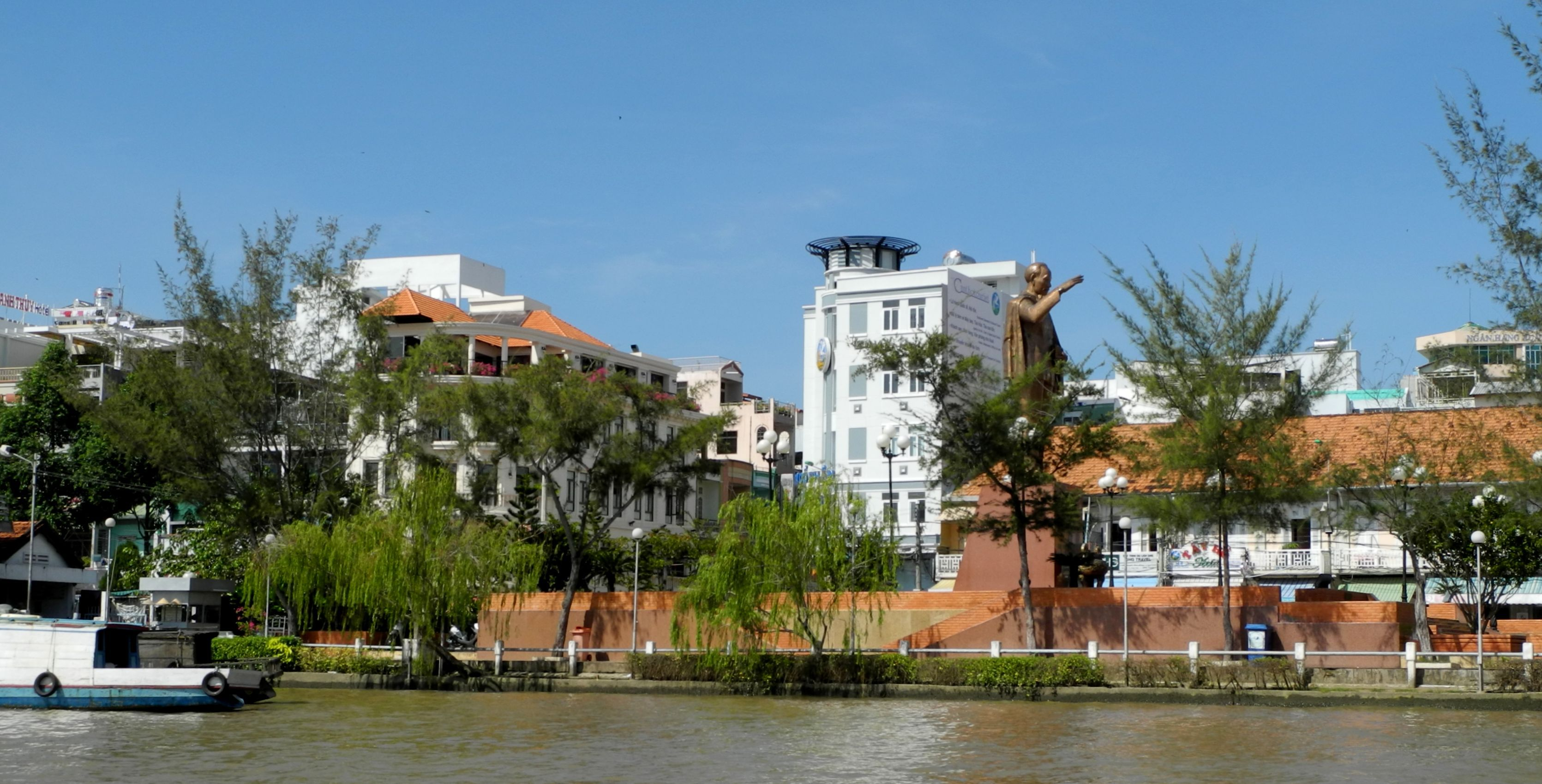
Sicht vom Boot

Die Stadt gilt nicht nur als die größte des Deltas, sondern auch als dessen ökonomisches, wissenschaftliches und kulturelles Zentrum. Cần Thơ zählt neben Ho-Chi-Minh-Stadt, Hải Phòng, Đà Nẵng, Hạ Long sowie Quy Nhơn zu den wichtigen Hafenstädten Vietnams. Täglich fahren Tragflächenboote zwischen Hồ-Chí-Minh-Stadt und Cần Thơ. Die aus dem Norden des Landes kommende Nationalstraße 1 erreicht in Cần Thơ den Kilometer 2058. Kam man früher von Norden über die Nationalstraße 1 auf die Stadt zu, war der Hậu-Fluss nur mit Hilfe einer der von Dänemark gespendeten VIỆT-ĐAN-Fähren (ehemalige Øresund-Fähren) zu überqueren. 2004 wurde in vietnamesisch-chinesisch-japanischer Zusammenarbeit im Bezirk Ninh Kiều mit dem Bau einer Schrägseilbrücke begonnen, der längsten Hängebrücke in Südostasien.
Während der Bauarbeiten kam es am 26. September 2007 zum Einsturz eines Teiles der Brücke, der nach offiziellen Angaben 53 Menschenleben kostete. Im April 2010 wurde die Cần-Thơ-Brücke für den Verkehr freigegeben. Eine sechsspurige Schnellstraße von Ho-Chi-Minh-Stadt über Mỹ Tho nach Cần Thơ ist in Teilen fertiggestellt. Die Fertigstellung der nahe der Nationalstraße 1 verlaufenden Nord-Süd-Schnellstraße von Hanoi nach Cần Thơ ist bis 2020 geplant. Im Stadtbezirk Bình Thủy liegt der alte Zivil-Flughafen. 2011 wurde am nördlichen Ortsrand der internationale Flughafen Cần Thơ eröffnet, ein Ausbau des 1965 von der United States Air Force erbauten Militär-Flughafens Trà Nóc, der für fünf Millionen Passagiere jährlich ausgelegt ist. In dessen Nachbarschaft liegen zwei der großen Industriezonen von Cần Thơ. Die Stadt beherbergt u. a. eine Großmolkerei des Konzerns Vinamilk und ein Sendezentrum von Vietnam TV. In Ô Môn steht Vietnams größtes ölbefeuertes Kraftwerk, das Nhà máy điện Ô Môn. Dies will der staatliche Energiekonzern Petrovietnam (Tập đoàn Dầu khí Việt Nam) durch einen Komplex mehrerer Gaskraftwerke mit einer Gesamtkapazität von 2.800 MW erweitern. Ein Teil der Kraftwerke ist bereits in Betrieb. Da die nötige Gas-Pipeline vom Golf von Thailand, die ein Konsortium (Joint Venture) aus Petrovietnam und Chevron Vietnam bauen wollte, noch fehlt, wird gegenwärtig Öl verfeuert. Am 17. Juni 2015 hat Petrovietnam die Anteile von Chevron übernommen.

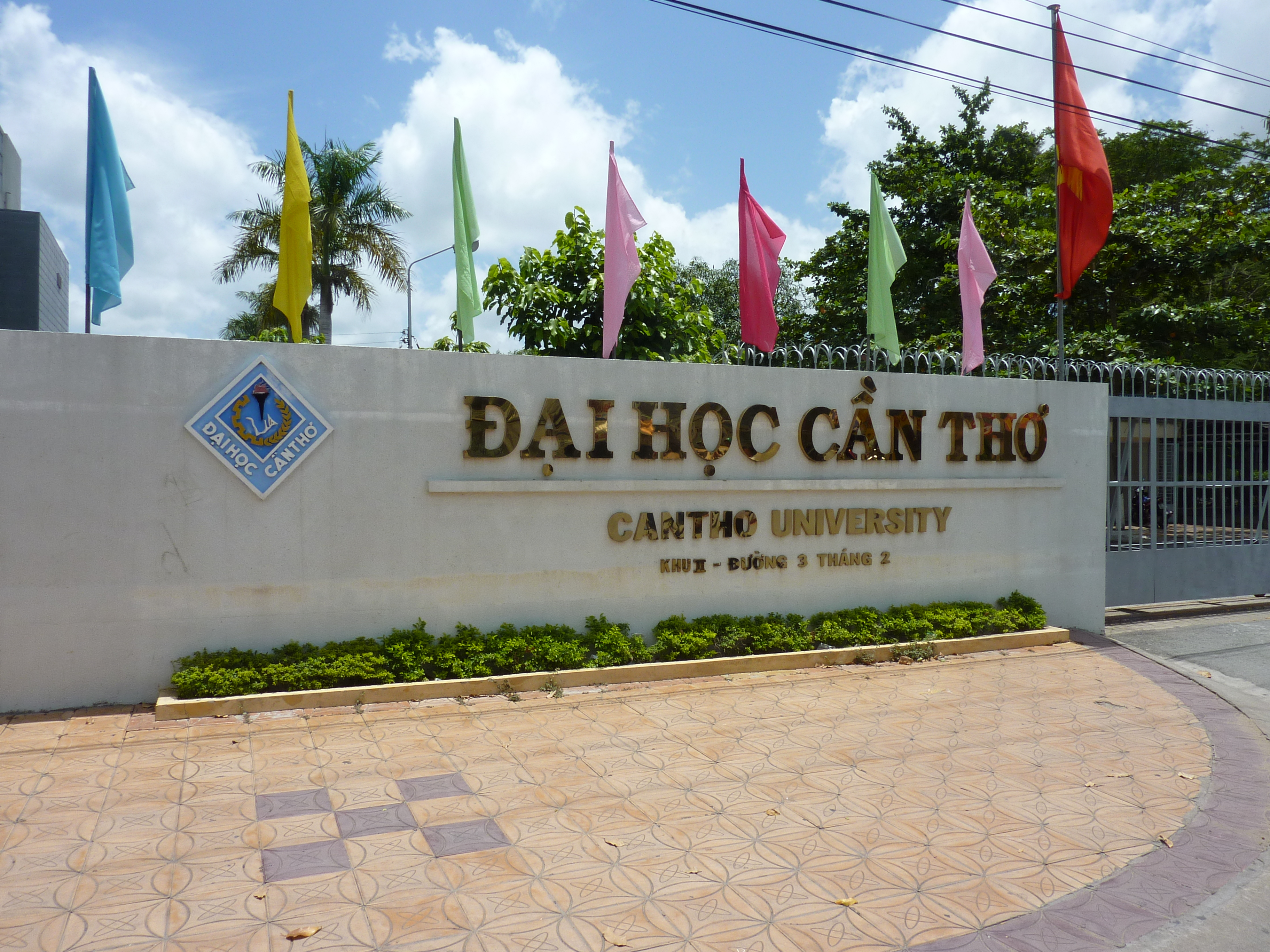
Die Universität

Die Universität Cần Thơ, vietn. Đồng bằng Sông Cửu Long (ĐBSCL) wurde 1966 gegründet. Sie ist in neun Fakultäten und zwei Forschungsinstitute gegliedert, darunter das führende agrarwissenschaftliche Forschungsinstitut Vietnams mit dem Aquakultur-Institut, dem größten Garnelen-Forschungszentrums des Landes. Weiterhin beherbergt die Stadt die Cần Thơ University of Medicine and Pharmacy, die Tây Đô University, das Cần Thơ College, das College of Foreign Economic Relations – Cần Thơ Branch, ein medizinisches Kolleg, das Economic and Technical College, das Berufskolleg mit dem bekannten College of Agriculture sowie das Mekong Delta Rice Research Institute (vn. Viện lúa Đồng bằng sông Cửu Long). An der 108A, Lê Lợi, Phường Cái Khế, im Distrikt Ninh Kiều betreibt die Can Tho International Exhibition Fair Company (EFC) ein Kongress- und Messegelände.

## Kultur & Sehenswürdigkeiten
Von touristischem Interesse ist die Promenade Hai Bà Trưng am Cần Thơ-Fluss, benannt nach den Trưng-Schwestern, die in den Jahren 40 bis 43 n. Chr. gegen die chinesischen Besatzer Nordvietnams rebellierten. Hier sind diverse Restaurants und Hotels zu finden, sowie der Ninh Kiều-Quay, an dem Restaurant-Schiffe liegen und von wo aus Boote in den Cái Khế-Kanal und zu den Schwimmenden Märkten ablegen, die sinnvollerweise am frühen Morgen besucht werden sollten. Die bekanntesten Märkte werden bei Cái Răng, Phong Điền und Phụng Hiệp abgehalten, der vielleicht ursprünglichste bei Trà Ôn.

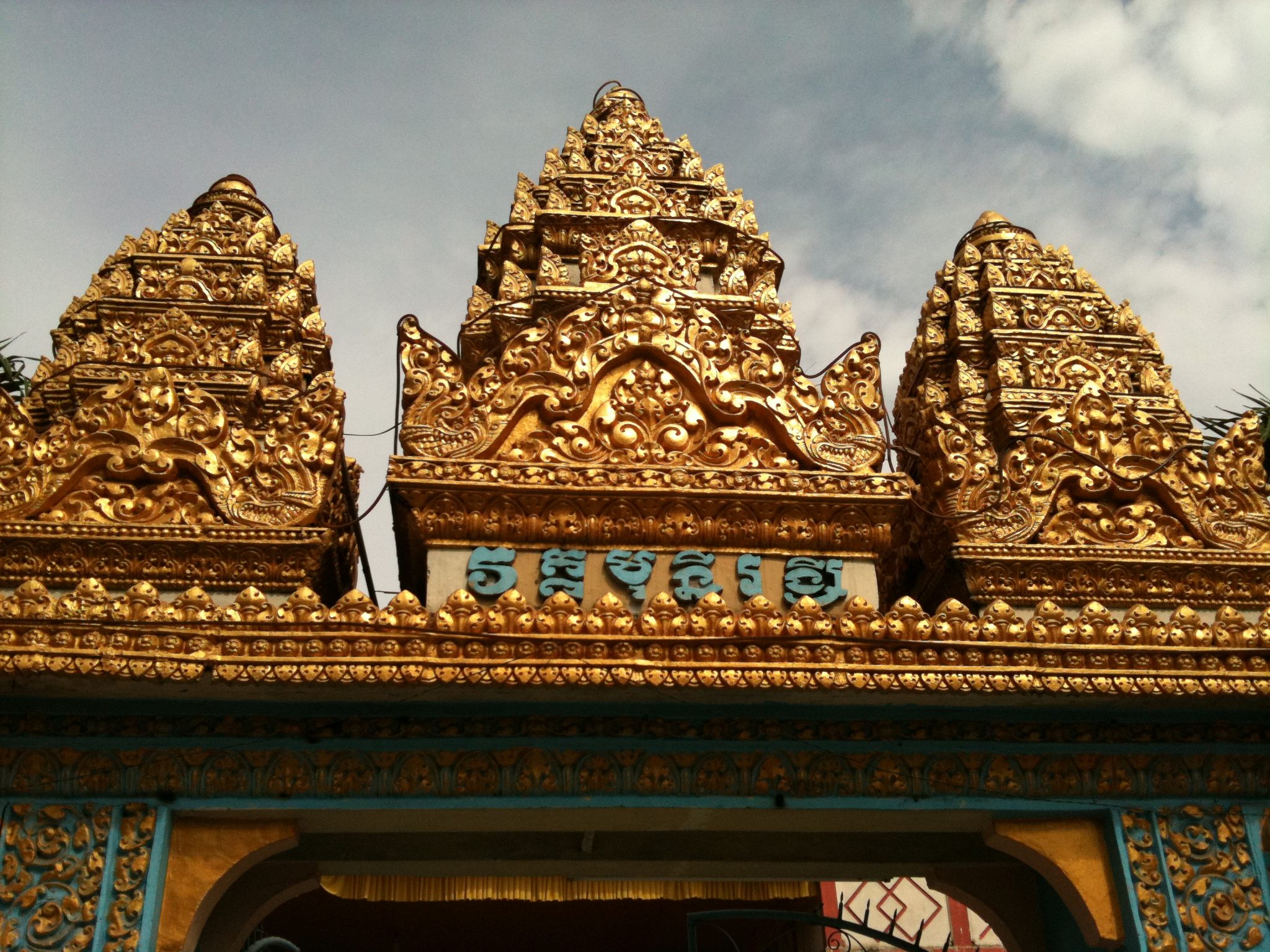
Tor-Detail der Munirangsyaram-Pagode

Am Boulevard Hoà Bình liegt die Munirangsyaram-, Muni-Rensay- oder Rangsay-Muni-Pagode der örtlichen Khmer-Gemeinde. Diese Pagode des Theravada-Buddhismus, auch Chùa Trước genannt, wurde 1946 errichtet. Sehenswert ist auch die Pitu Khôsa Răngsây-Pagode (vn: Viễn Quang) von 1948 in der Mạc Đĩnh Chi, Stadtteil Ninh Kiều. Die Herz Jesu-Kathedrale (Nhà thờ Chính tòa Thánh Tâm Chúa Giêsu) an der Nguyễn Thị Minh Khai ist das Zentrum des Bistums Cần Thơ. Im Süden der Stadt ist das historische Dorf Long Tuyền mit dem Tempel Đình Bình Thủy zu besichtigen, Geburtsort des Dichters und Komponisten Bùi Hữu Nghĩa (1807–1872). Im städtischen Museum Bảo tàng TP. Cần Thơ können Exponate zur Stadtgeschichte besichtigt werden.
50 km nordwestlich der Stadt bei dem Dorf Thới Bình, Gemeinde Thới Thuận im Bezirk Thốt Nốt liegt am Hậu der „Storch-Garten“ von Bằng Lăng (benannt nach der Königinblume). Das „alte Haus der Cả Bá“ ist ein Komplex von drei Häusern, erbaut von drei Brüdern, die die Leidenschaft für das Sammeln von Antiquitäten teilten. Zu erreichen nördlich über die Nationalstraße 91 und entlang des Cái Ngãi-Kanals. Im Bezirk Phụng Hiệp der Nachbarprovinz Hậu Giang liegt das Naturschutzgebiet Lung Ngọc Hoàng.

## Söhne und Töchter
- Nguyễn Bá Cẩn (1930–2009), Politiker
- Dominic Nguyễn Van Manh (* 1955), römisch-katholischer Geistlicher, Bischof von Ðà Lạt
- Peter Lê Tấn Lợi (* 1970), römisch-katholischer Geistlicher, Bischof von Cần Thơ
- Lana Condor (* 1997), vietnamesisch-amerikanische Schauspielerin

## Galerie

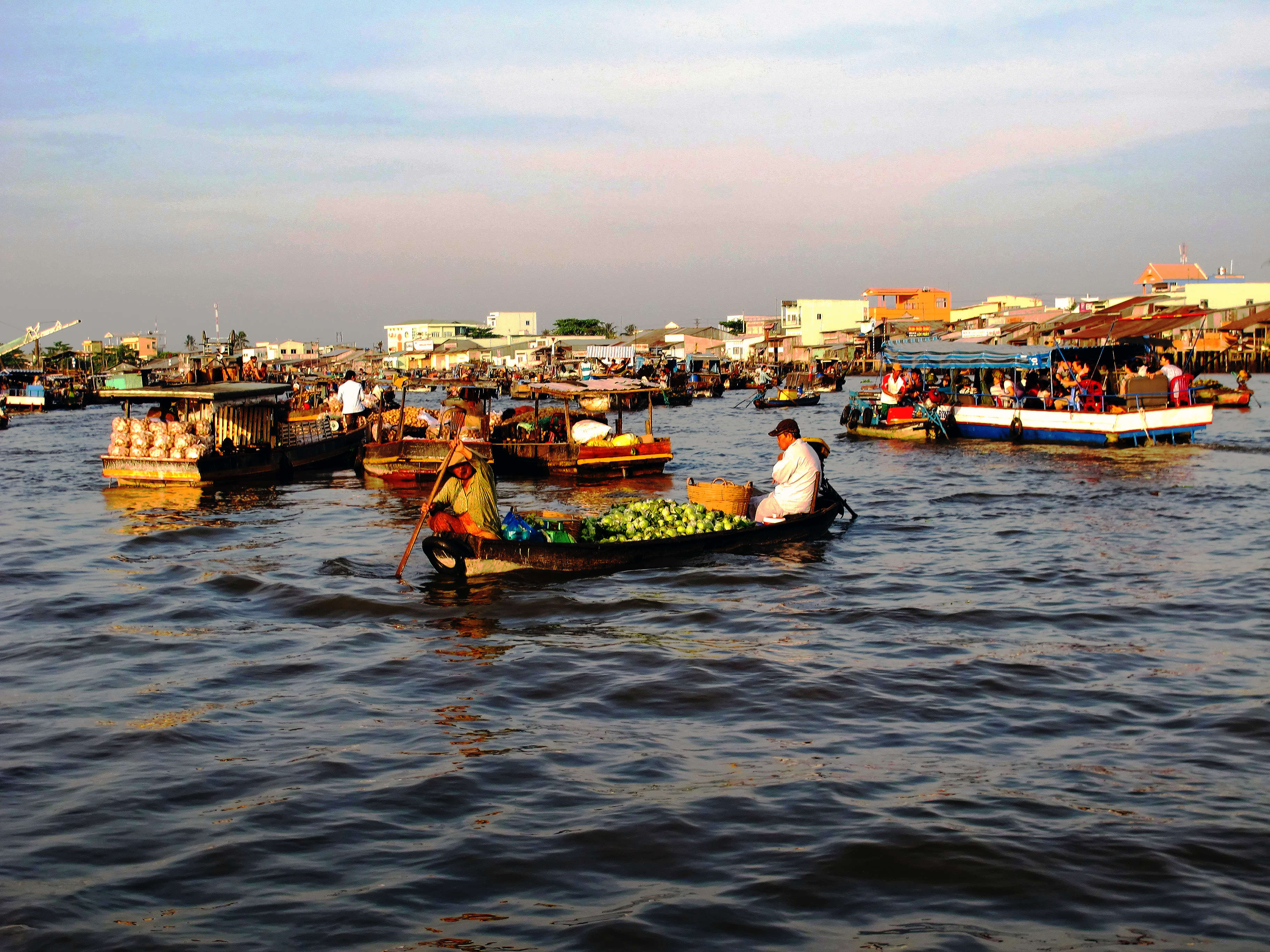
Schwimmender Markt
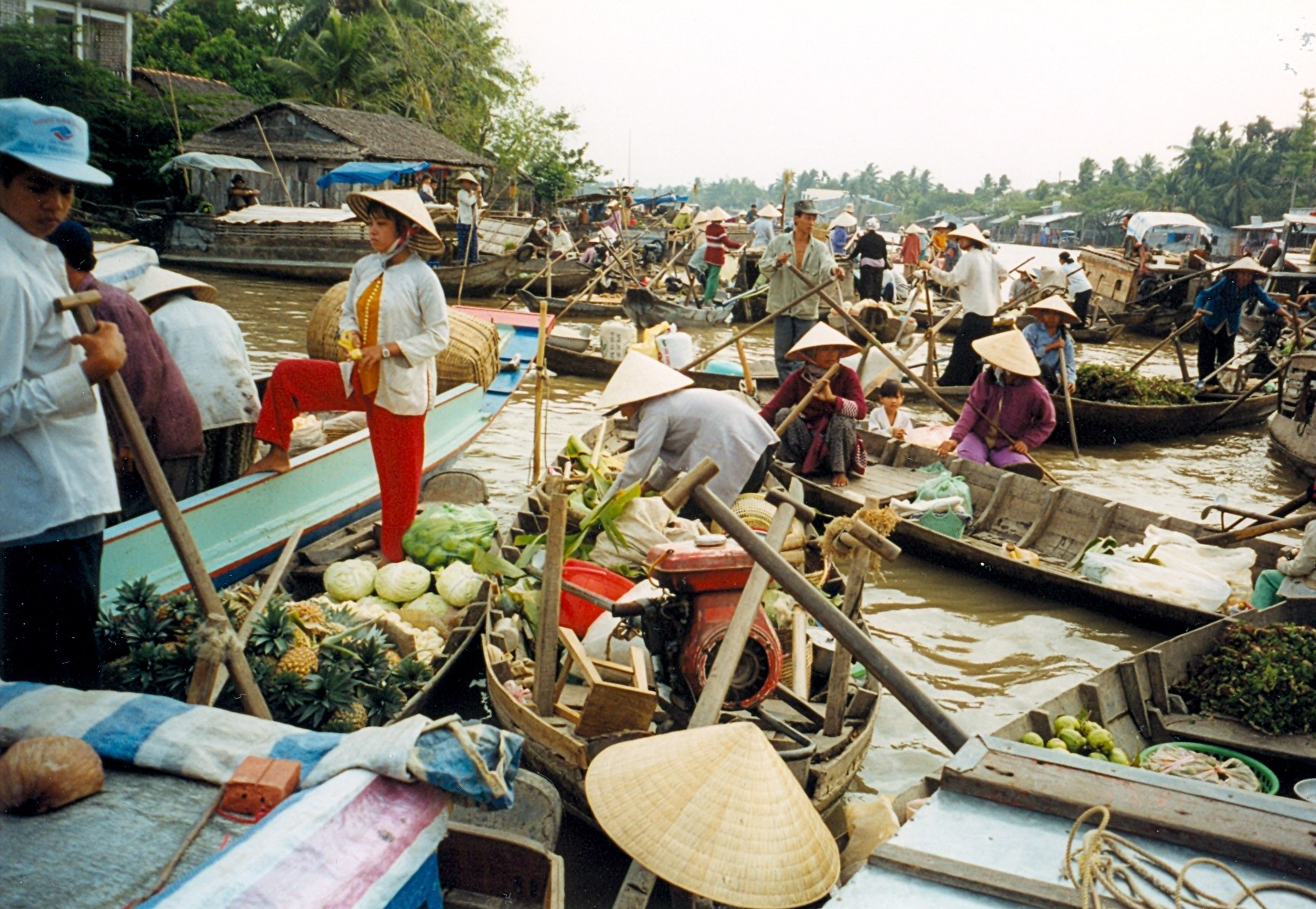
Marktszene
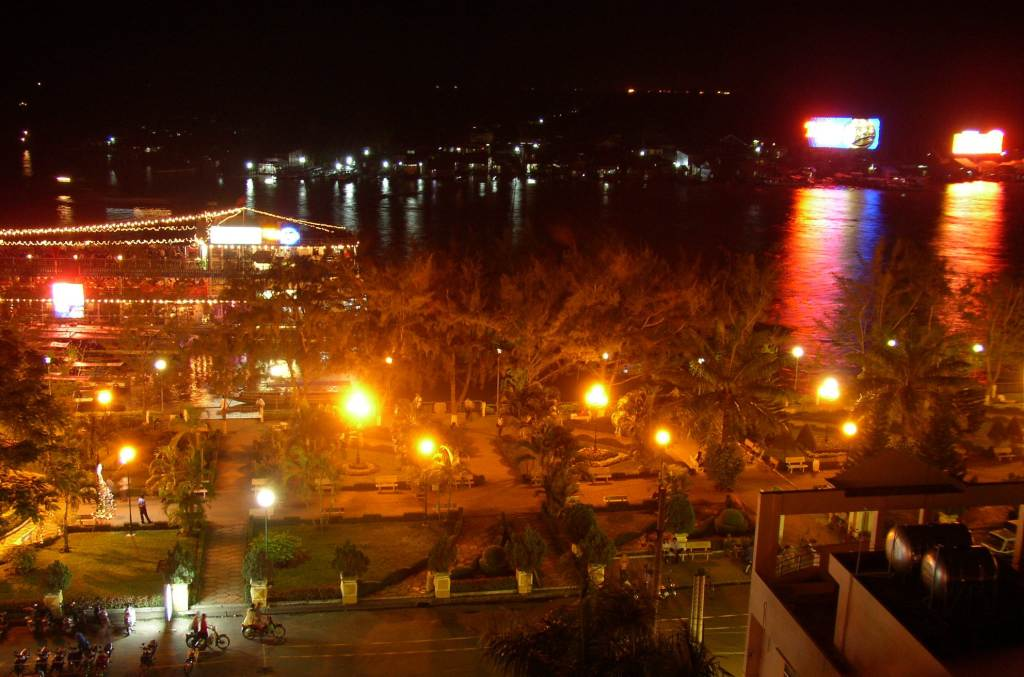
Promenade Hai Bà Trưng und der Cần Thơ-Fluss bei Nacht
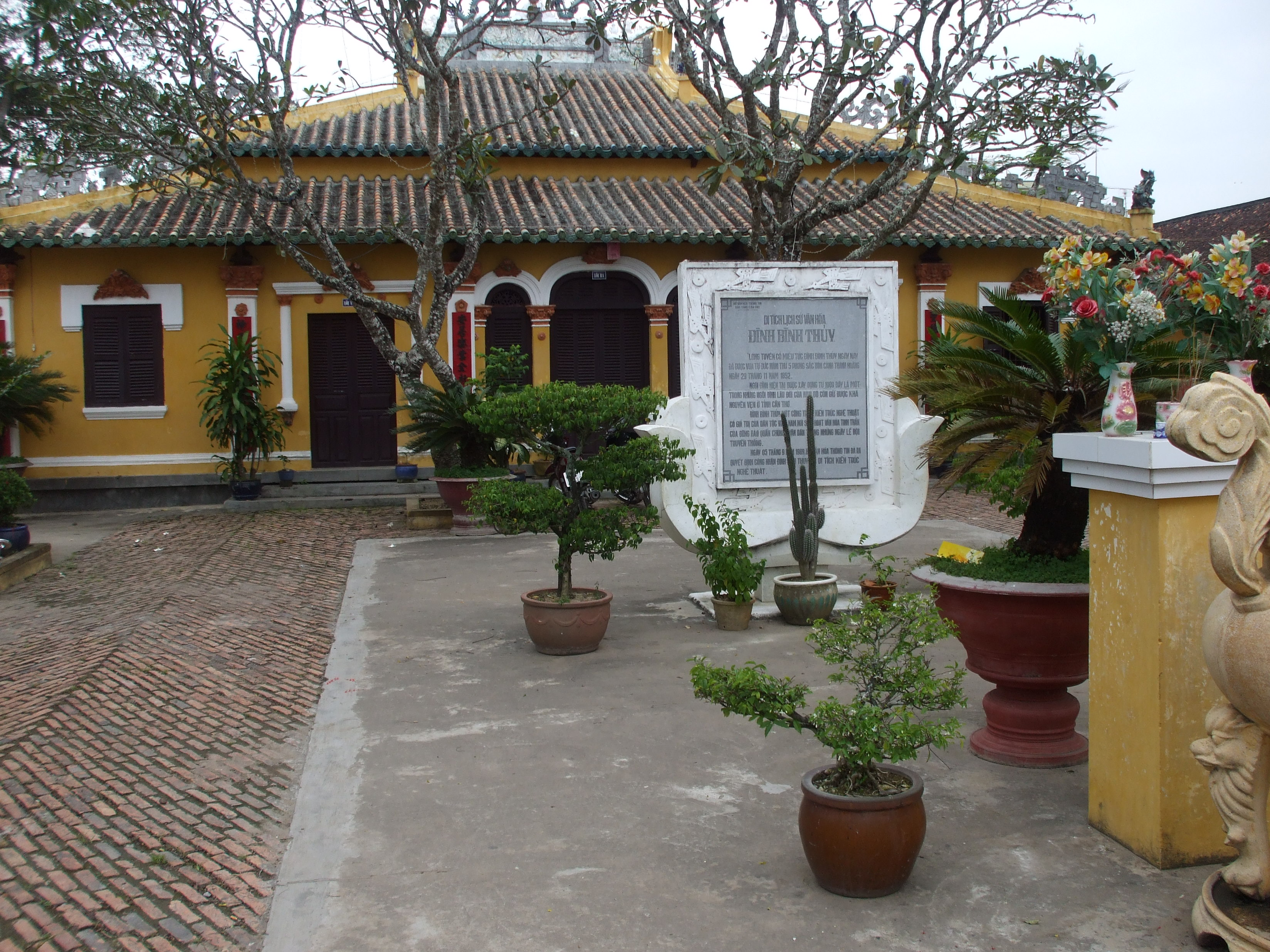
Kommunaler Tempel im historischen Dorf Long Tuyền
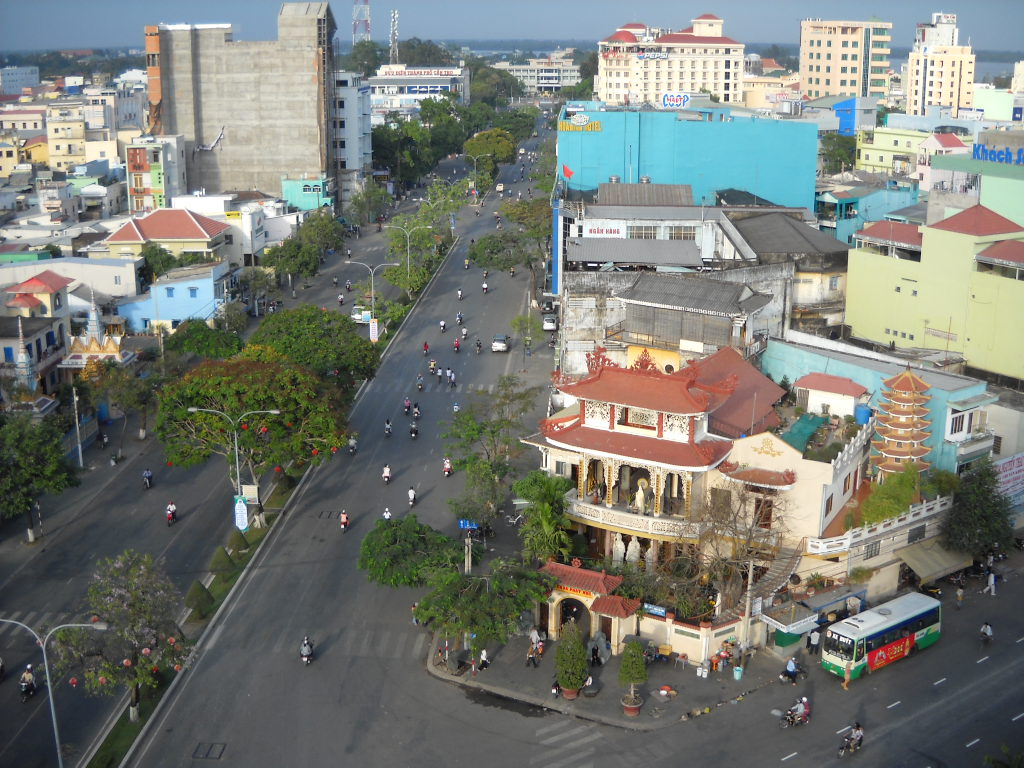
Stadtszene
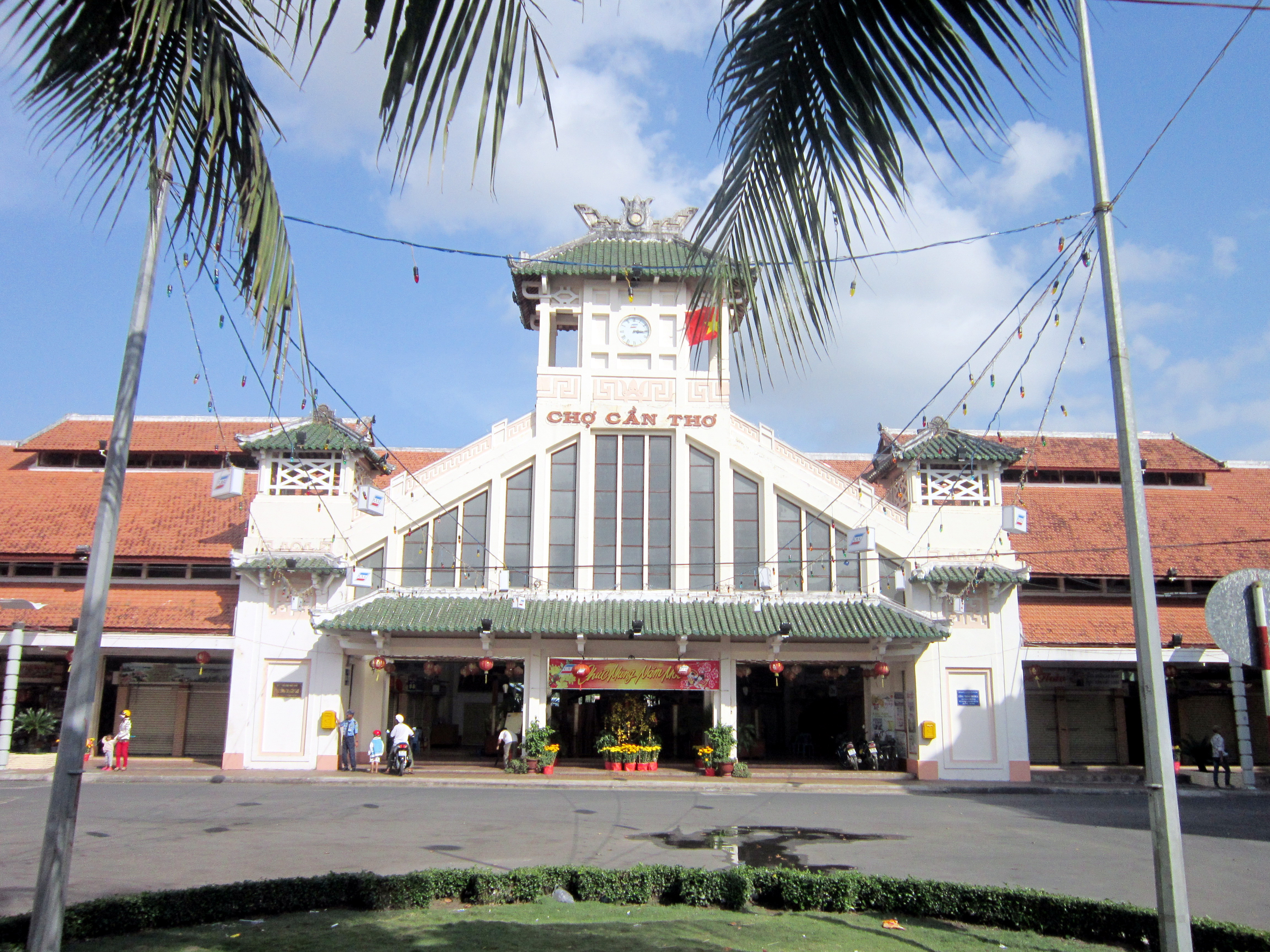
Markthallen von Cần Thơ
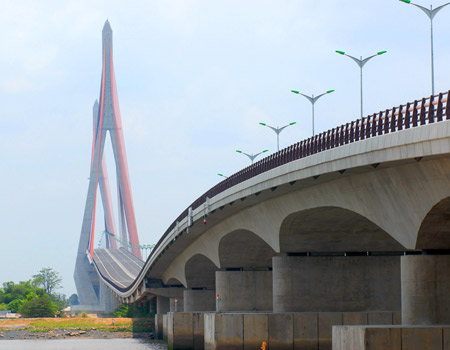
Cần Thơ-Brücke über den Sông Hậu
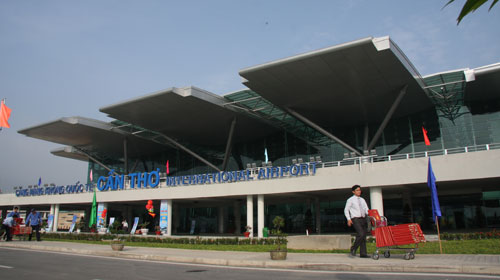
Der internationale Flughafen Cần Thơ
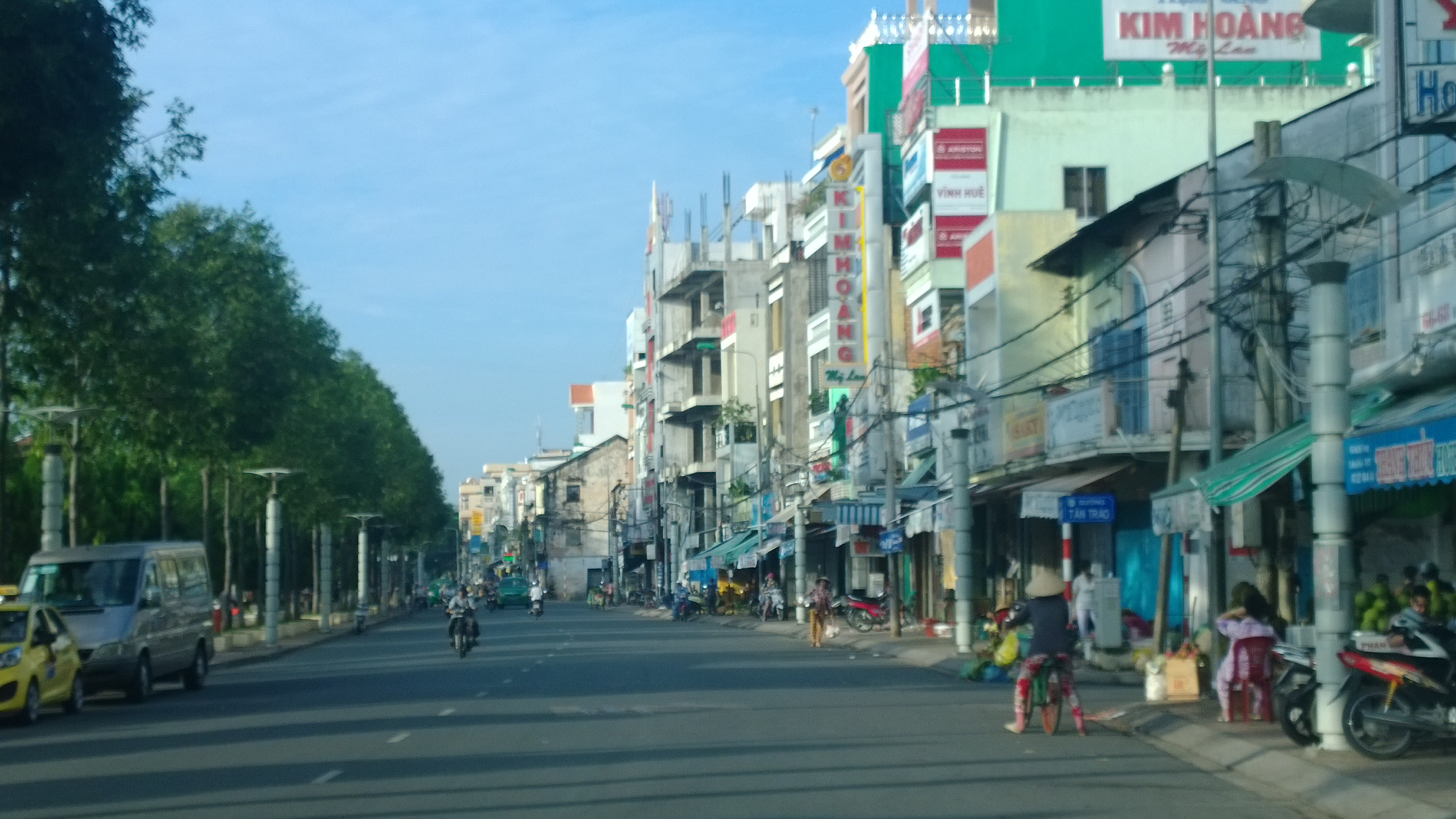
Promenade Hai Bà Trưng